# За щастям
«За щастям» («За счастьем») — радянський художній фільм 1982 року, знятий режисером Миколою Ковальським на кіностудії «Ленфільм».

## Сюжет
Спостерігаючи за щасливими сім'ями, Катя зробила для себе простий висновок: що далі від дому чоловік, то більше в домі достатку та щастя. І молода дружина відправляє чоловіка на далеку будову.

## У ролях
- Анатолій Рудаков — Борис Миколайович Новіков, маляр 3-го розряду
- Марина Дюжева — Катя, дружина Бориса, закінчила фізкультурний технікум, каратистка
- Олександр Дем'яненко — Сидор Наумович, виконроб
- Віктор Іллічов — Сеня, тракторист, друг Бориса
- Семен Морозов — Сеня Сємєчкін
- Тетяна Тихменьова — Світлана Новікова, дочка Бориса та Каті
- Марина Трегубович — Феня, листоноша
- Світлана Харитонова — Ксенія Федорівна, теща Бориса
- Наталія Аїтова — епізод
- Людмила Бегма — маляр
- Ірина Богданова — робітниця пошти
- Олександр Григор'єв — епізод
- О. Дем'янець — епізод
- Ігор Єфімов — епізод
- Олег Жарков — епізод
- Р. Ісабаєв — епізод
- Геннадій Лайне — епізод
- А. Моїсеєва — епізод
- Раїса Мигунова — епізод
- М. Мосінцев — епізод
- Тинимбай Нурмагамбетов — епізод
- Тамара Ус — епізод
- Гелій Сисоєв — Борис Новиков, однофамілець
- Валентина Смирнова — Валя, бригадир малярів
- Віктор Акулович — керівник ансамблю
- Павло Первушин — дід з дошкою, музикант
- Олег Хроменков — музикант
- Олександр Афанасьєв — музикант
- Андрій Акулович — музикант

## Знімальна група
- Режисер — Микола Ковальський
- Сценарист — Юрій Сбітнєв
- Оператор — Вадим Грамматіков
- Композитор — Віктор Лебедєв
- Художник — Римма Нарінян